# محمد علي فرحات
محمد علي فرحات مولود في عنقون قضاء صيدا في لبنان عام 1945 وهو أديب وشاعر وصحافي لبناني. مجاز في الفلسفة من الجامعة اللبنانية. عمل في الصحافة الثقافية خصوصا في جريدة السفير في بيروت لمدة 12 عاما. وفي جريدة الحياة ومجلة الوسط في لندن منذ 1995 ولا يزال.

## من أعماله
- بابل العصر - بيروت 1978
- كتاب الإقامة (نثر فني) 1982
- عروش الجمر، عن الثقافة والإنسان في حرب لبنان، مقالات نقدية 1986
- تحقيق مخطوطة سلاف الأفكار لمحمد جابر آل صفا (لشعراء من ولاية بيروت في العلم 1841) دار المطبوعات في بيروت.[1]